# Marktplatz (Coburg)

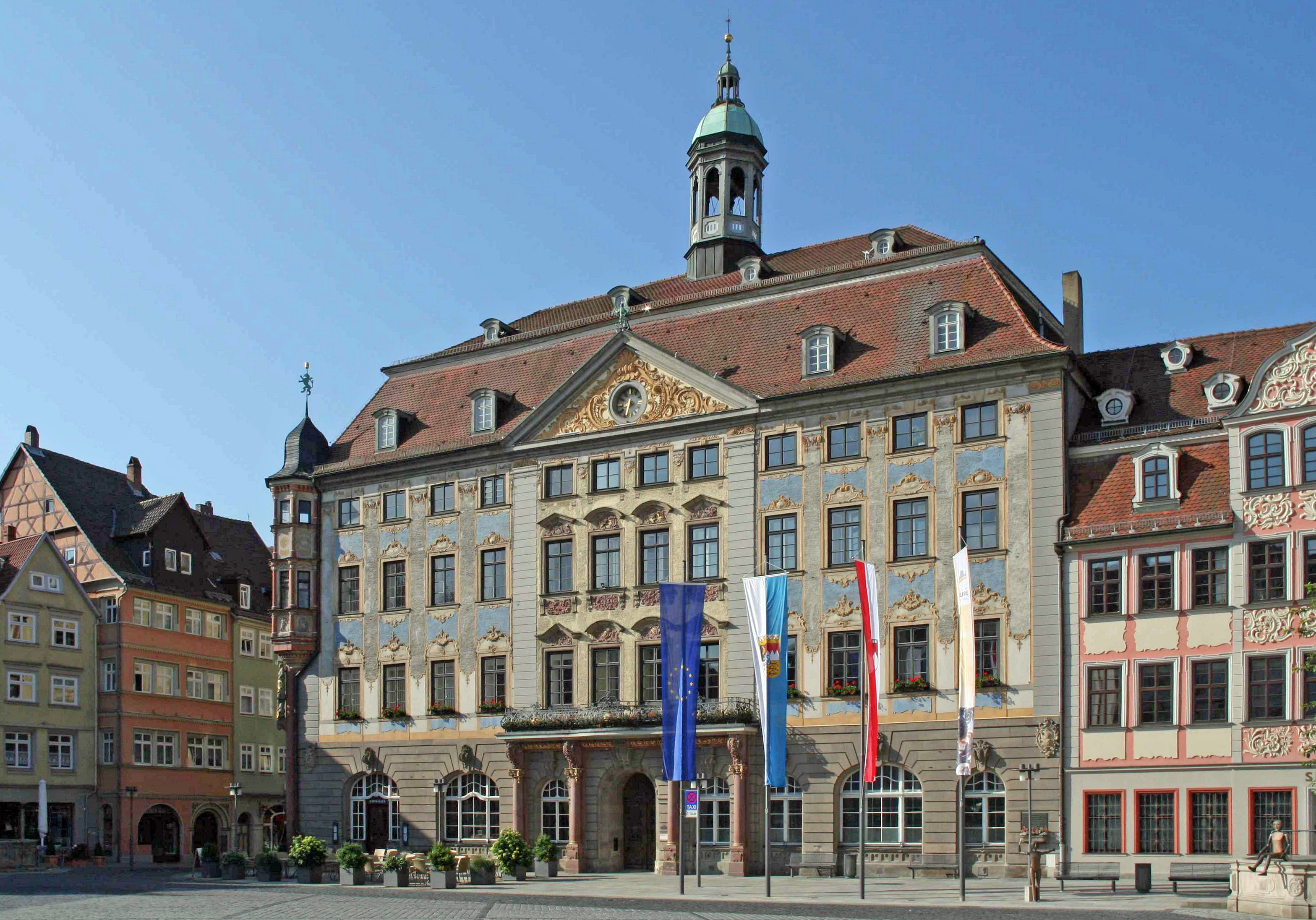
Rathaus auf der Südseite

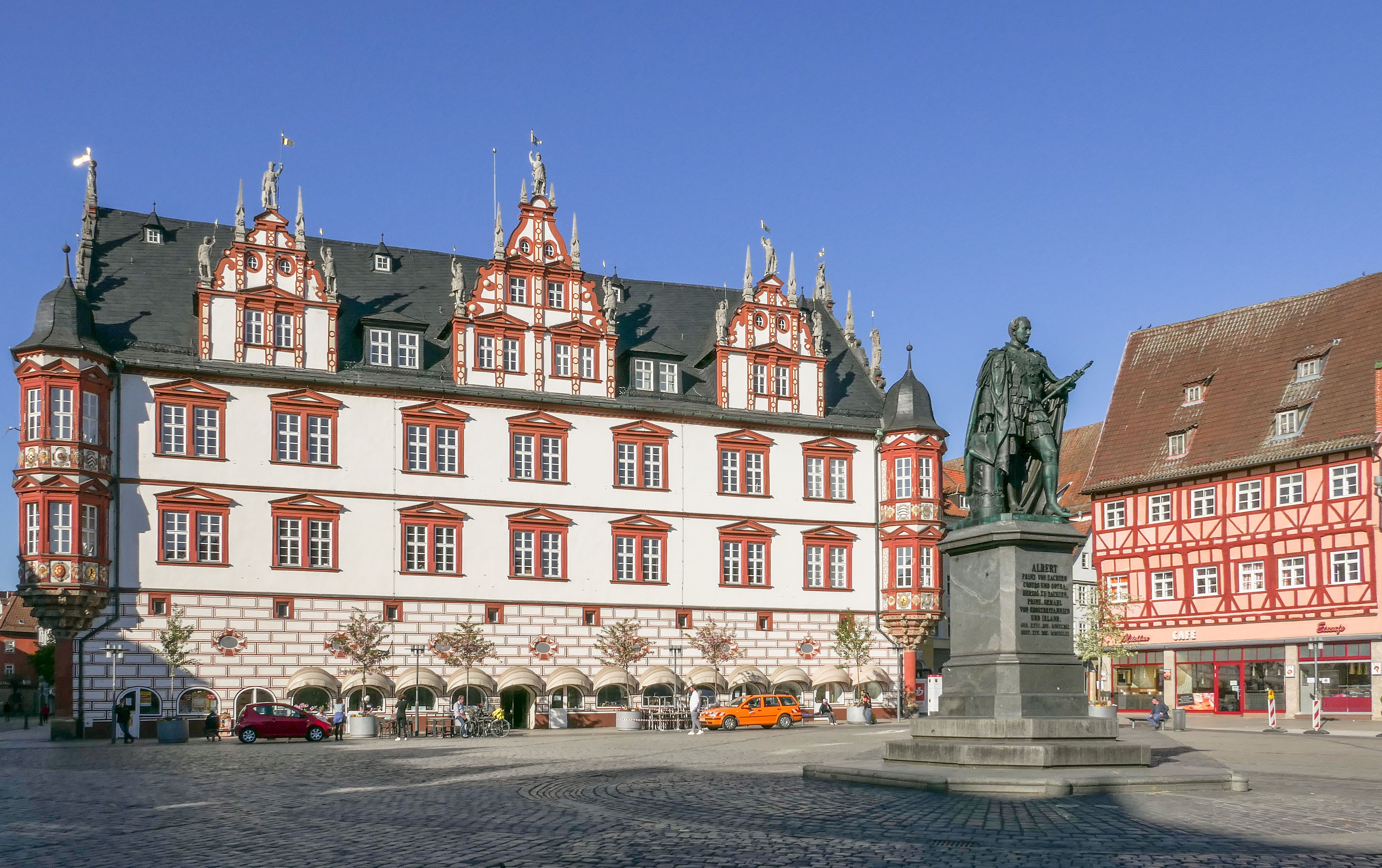
Nordseite: Stadthaus mit zwei Coburger Erkern – vorne Statue von Prinz Albert

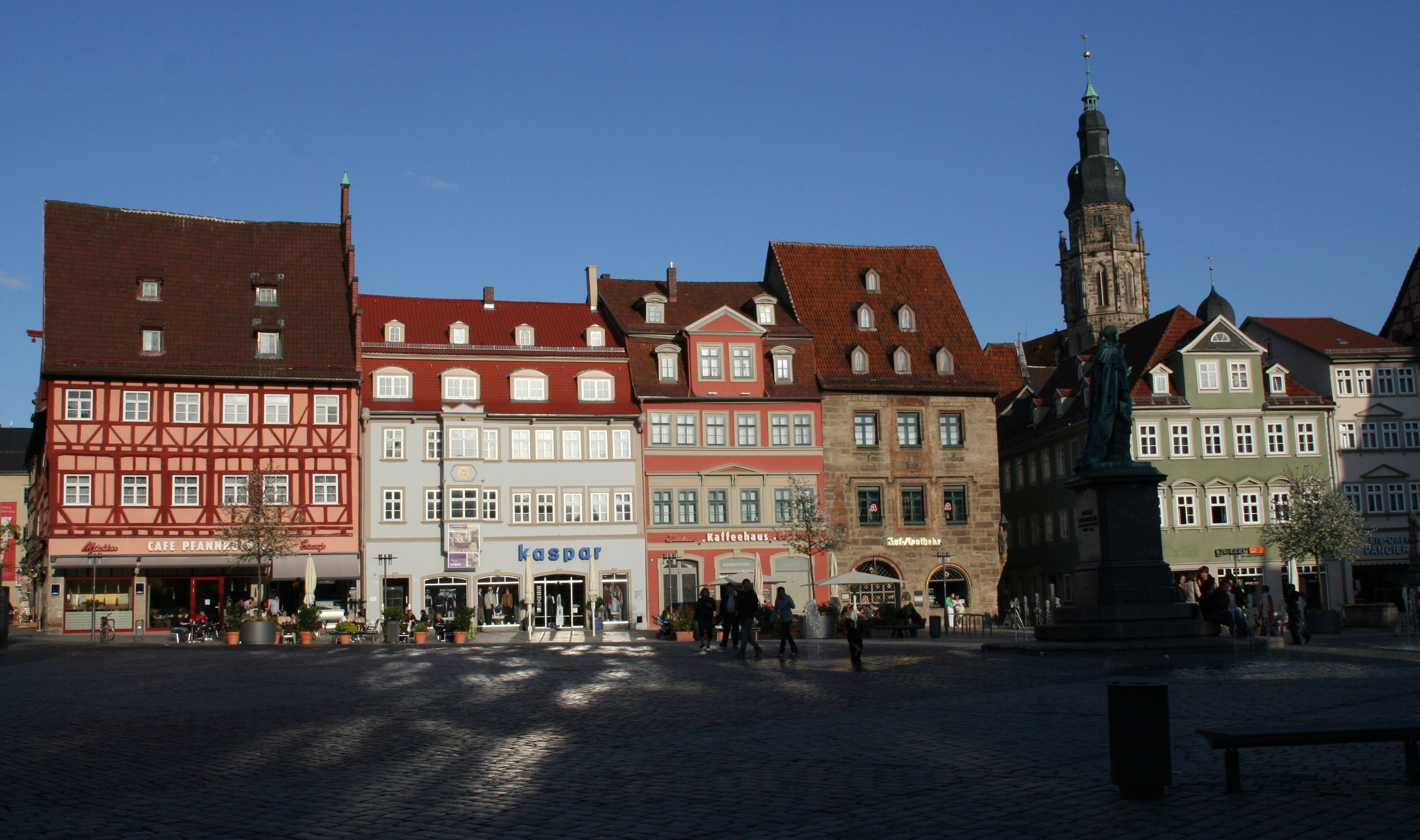
Ostseite mit den Häusern Markt 11, 12/13, 14, 15, 16 und 17

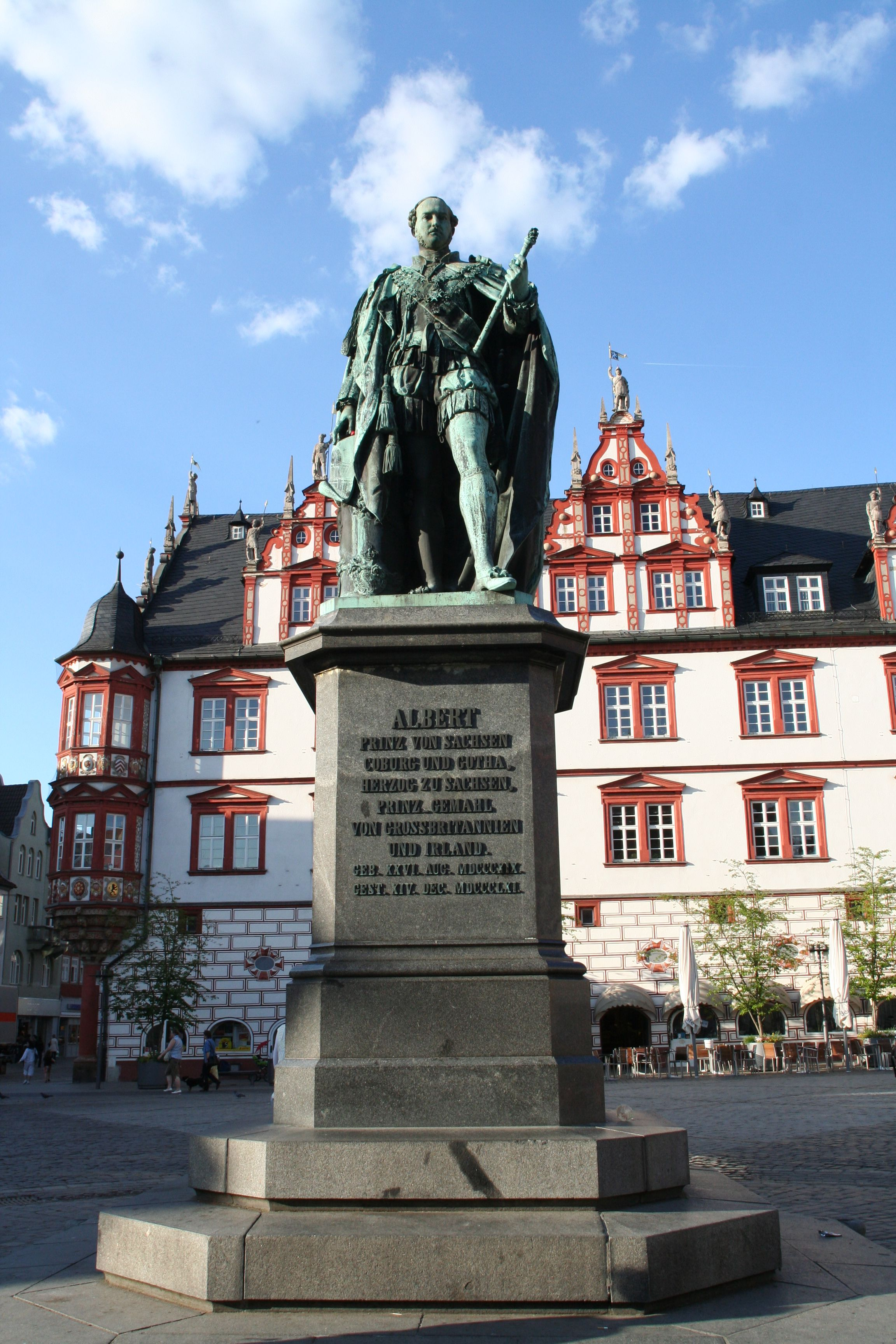
Prinz-Albert-Denkmal

Der Coburger Marktplatz ist das urbane Zentrum der oberfränkischen Stadt Coburg. Er wurde im frühen 15. Jahrhundert angelegt. Zuvor fand das Marktgeschehen auf dem westlichen Kirchhof bei der Morizkirche statt.

## Geschichte
Ausgrabungen im Zuge der Marktplatzsanierung Anfang des 21. Jahrhunderts wiesen nach, dass zwei Drittel der östlichen Fläche bis ins 13. Jahrhundert von mindestens drei Holz-Gebäuden bebaut waren, die durch einen Brand zerstört wurden. In Höhe der Rosen- und der Spitalgasse wurden Spuren einer Holz-Erde-Befestigung als erste Stadtmauer gefunden.
Vermutlich mit dem Bau des neuen Rathauses Anfang des 15. Jahrhunderts verlagerte sich das Marktgeschehen vom westlichen Kirchhof auf den neuen Markt. Schon Mitte des 15. Jahrhunderts war der Platz gepflastert. Dort kreuzte sich die Handelsstraße von Nürnberg nach Erfurt, die von der Ketschengasse diagonal über den Platz zur Spitalgasse führte, mit der Verbindung von Prag nach Frankfurt am Main über die von Osten kommende Steingasse und der in Richtung Westen führende Judengasse.

## Gestaltung
Die Platzanlage, die durch sieben Gassen mit der Altstadt verbunden ist, liegt auf einer Höhe von 297 Metern über dem Meer und hat bei einer Breite von 74 Metern und einer Länge von 76 Metern eine Größe von rund 0,56 Hektar. An der Südseite des Marktplatzes, allerdings nicht in der Mittelachse des Platzes, steht das Coburger Rathaus, dessen erster Bauabschnitt Anfang des 15. Jahrhunderts entstand. Neben dem Rathaus befindet sich eine Geschäftsstelle der Sparkasse in einem dreigeschossigen Eckhaus mit einer Rokokofassade aus dem Jahre 1766. Die Nordseite gegenüber dem Rathaus wird vom Stadthaus, dem ehemaligen herzoglichen Kanzleigebäude aus dem späten 16. Jahrhundert eingenommen. Die Bebauung auf der Westseite des Platzes ist durch die Judengasse und die Nägleinsgasse in drei Abschnitte mit zwei- oder dreigeschossigen Gebäuden gegliedert. Auf der älteren Ostseite stehen die Hofapotheke aus der Mitte des 15. Jahrhunderts, das Anwesen Markt 12/13 mit einer Kemenate und das markante Fachwerkhaus Markt 11, auf der Westseite befindet sich das Haus Markt 6 mit dem Coburger Erker.
In der Mitte des Marktplatzes steht das Prinz-Albert-Denkmal, ein Geschenk der Königin Victoria an die Heimatstadt ihres verstorbenen Gatten. Das Denkmal stellt Albert mit Blickrichtung zum Rathaus im Ornat eines Ritters des Hosenbandordens dar, der in seinen Händen den Bauplan des Londoner Kristallpalastes und einen Marschallstab hält. Der feierlichen Enthüllung des in Bronze gegossenen Denkmals, das nach einem Modell des englischen Bildhauers William Theed der Jüngere gefertigt wurde, wohnte die Königin mit ihren Kindern am 26. August 1865 während ihres fünften Besuches in Coburg bei.
Auf der linken und rechten Seite des Rathauses steht jeweils ein Brunnen aus der Mitte des 16. Jahrhunderts. Die beiden Kastenbrunnen haben oktogonale Becken mit je einer Säule in der Mitte. Der Brunnen vor der Einmündung der Rosengasse wird auch Brunnen am Grünen Baum genannt. Auf der Säule steht ein steinerner Löwe mit einem Schild, auf dem ein Mohrenkopf abgebildet ist. Der Brunnen vor der Einmündung der Ketschengasse heißt Spenglersbrunnen, auf dessen Säule ebenfalls ein Löwe steht, der das Coburger Stadtwappen hält. 

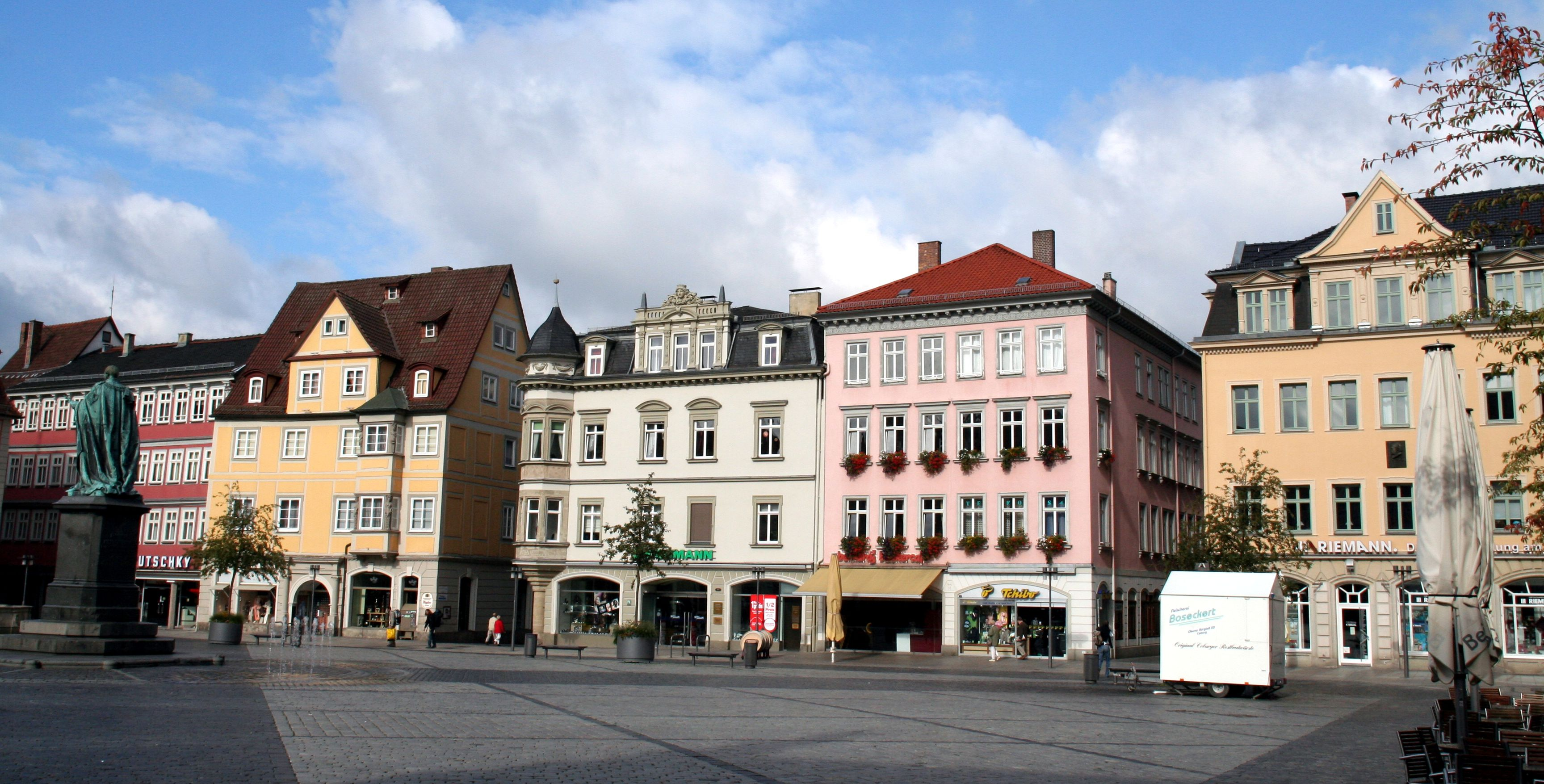
Westseite mit den Häusern Markt 4, 5, 6, 7/8 und 9

 Zwischen 2004 und 2005 erfolgte eine Neugestaltung des Platzes mit Begrünung, neuer Beleuchtung und Wasserfontänen rund um das Prinz-Albert-Denkmal. Zuvor diente er als zentraler Knotenpunkt für alle Stadtbuslinien.

## Veranstaltungen
Seit dem 5. Mai 1982 ist der Marktplatz für den motorisierten Individualverkehr gesperrt und Teil einer Fußgängerzone in der Altstadt. Auf dem Marktplatz gibt es einen täglich geöffneten Bratwurststand, wo die bekannteste Spezialität der Stadt, die Coburger Bratwurst, auf gut getrockneten Kiefernzapfen, im Coburger Volksmund auch Kühle genannt, im offenen Feuer gegrillt wird. Das Brötchen wird von oben und nicht von der Seite aufgeschnitten. An den Rändern des Platzes befinden sich vor allem Cafés und andere Gastronomiebetriebe. In der Platzmitte findet jeden Dienstag und Freitag der Gemüsemarkt sowie jeden Mittwoch und Samstag der Wochenmarkt statt. Jährliche Veranstaltungen sind unter anderem der Coburger Klößmarkt und der Weihnachtsmarkt.